# Ford Mustang Mach-E
El Ford Mustang Mach-E es un vehículo utilitario deportivo eléctrico del segmento D de cinco plazas, producido por el fabricante estadounidense Ford Motor Company desde 2020. Fue presentado el 17 de noviembre de 2019 para comercializarse a finales de 2020 con precios desde US$44 895 a US$65 500. Desde noviembre de 2019 se podía reservar en Estados Unidos por US$500. También estaba disponible en Europa.

## Diseño

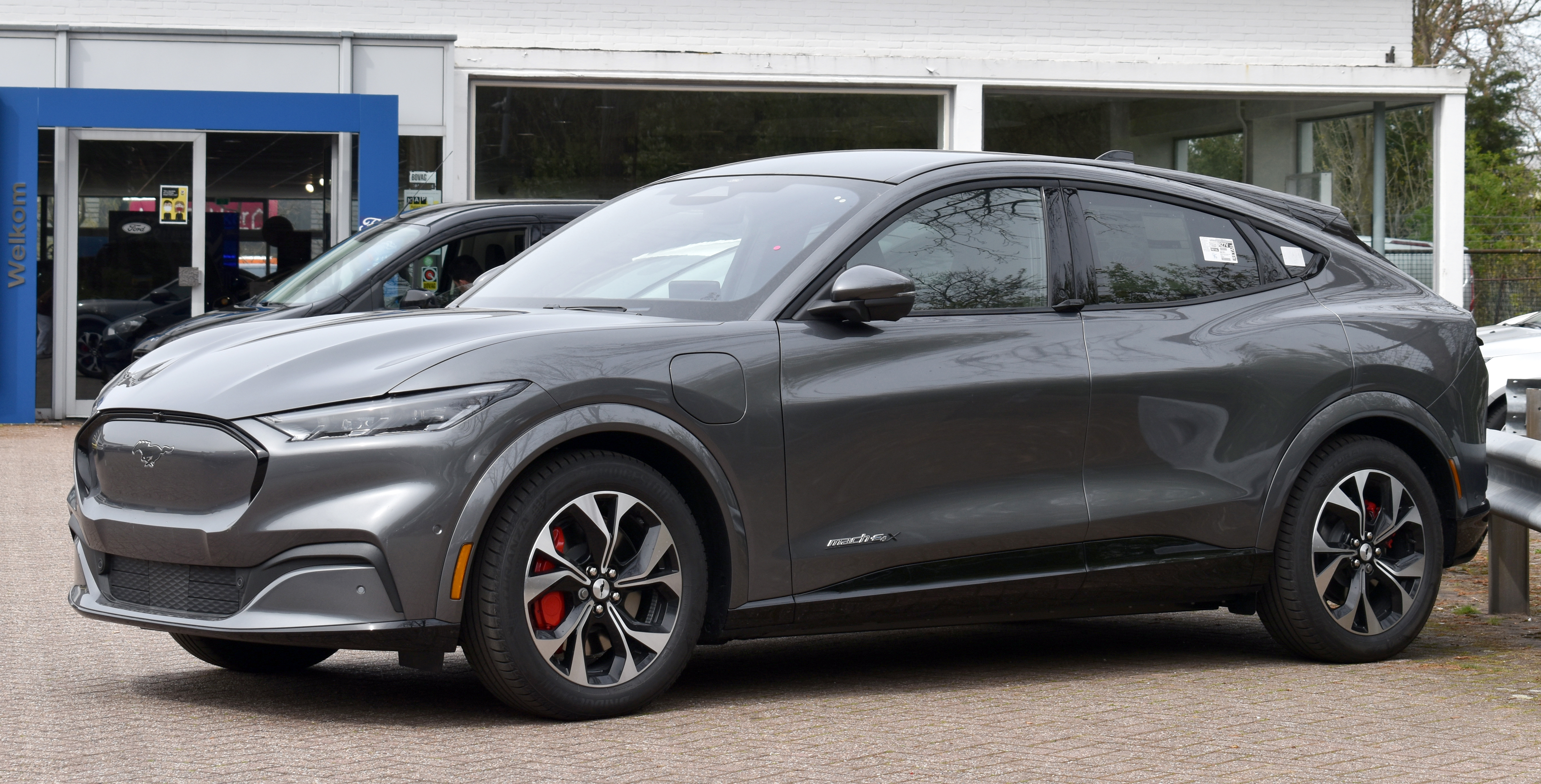
Modelo 2021 en Países Bajos.

El nombre "Mach-E" se inspira en la versión "Mach 1" de la primera generación del Mustang.
En las puertas traseras no tiene manillas convencionales, ya que en su lugar dispone de botones que las abren. En las puertas delanteras tiene unas pequeñas manillas que sobresalen. Como llave se puede usar un teléfono inteligente. También dispone de un teclado integrado en el pilar B. En el centro del panel de instrumentos dispone de una pantalla táctil vertical de 15,5 pulgadas (39,4 cm) con un mando giratorio integrado. La mayor parte de los sistemas del vehículo se controlan desde esta pantalla, que usa el sistema operativo SYNC 4 y que puede recibir actualizaciones de software de manera remota. Detrás del volante también dispone de una pantalla de 10,2 pulgadas (25,9 cm). El volante contiene varios botones.
El piloto dispone de la opción de conducción con un pedal con la que el coche se detiene completamente al soltar el acelerador. Dispone de los modos de manejo Whisper, Engaged y Unbridled. En los dos últimos añaden sonidos artificiales de motor, endurecen la dirección y modifican el mapeo del pedal acelerador. La tapicería es textil o piel sintética Sensico en los asientos y el volante.

## Prestaciones
Dispone de un motor eléctrico en el eje trasero y otro en el delantero que, según las versiones, le proporciona tracción en las cuatro ruedas, acoplados a una transmisión de una sola marcha. La potencia combinada va de 188 a 338 kW (256 a 460 CV) (252 a 453 HP). Acelera de 0 a 100 km/h (0 a 62 mph) entre 3.5 y 6 segundos. Tiene una autonomía entre 338 y 483 km (210 y 300 millas), según el ciclo de la Agencia de Protección Ambiental de los Estados Unidos (EPA); y de 440 km (273 millas), según el WLTP. El Sistema de Carga Combinado recarga en corriente continua hasta 150 kW (204 CV; 201 HP).
| Versión            | Tracción | Tipo de batería | Autonomía           | Potencia máxima         |
| ------------------ | -------- | --------------- | ------------------- | ----------------------- |
| Select             | Trasera  | Standard Range  | 230 millas (370 km) | 190 kW (258 CV; 255 HP) |
| Select             | Total    | Standard Range  | 210 millas (338 km) | 190 kW (258 CV; 255 HP) |
| California Route 1 | Total    | Extended Range  | 300 millas (483 km) | 190 kW (258 CV; 255 HP) |
| Premium            | Trasera  | Standard Range  | 230 millas (370 km) | 190 kW (258 CV; 255 HP) |
| Premium            | Total    | Standard Range  | 210 millas (338 km) | 210 kW (286 CV; 282 HP) |
| Premium            | Trasera  | Extended Range  | 300 millas (483 km) | 248 kW (337 CV; 333 HP) |
| Premium            | Total    | Extended Range  | 270 millas (435 km) | 248 kW (337 CV; 333 HP) |
| First Edition      | Total    | Extended Range  | 270 millas (435 km) | 210 kW (286 CV; 282 HP) |
| GT Performance     | Total    | Extended Range  | 250 millas (402 km) | 342 kW (465 CV; 459 HP) |

## Batería
La batería Standard dispone de 75,7 kWh (273 MJ) con 288 celdas y la Extended es de 98,8 kWh (356 MJ) con 376 celdas.
La batería de ion de litio está refrigerada por líquido y su temperatura la controla un sistema de gestión Battery Management System (BMS). La ubicación de la batería en el suelo del vehículo le proporciona rigidez estructural al chasis y un centro de gravedad muy bajo para beneficiar la dinámica. La batería tiene una garantía de 8 años o 160 000 km (99 400 millas), lo que ocurra primero.

## Recarga

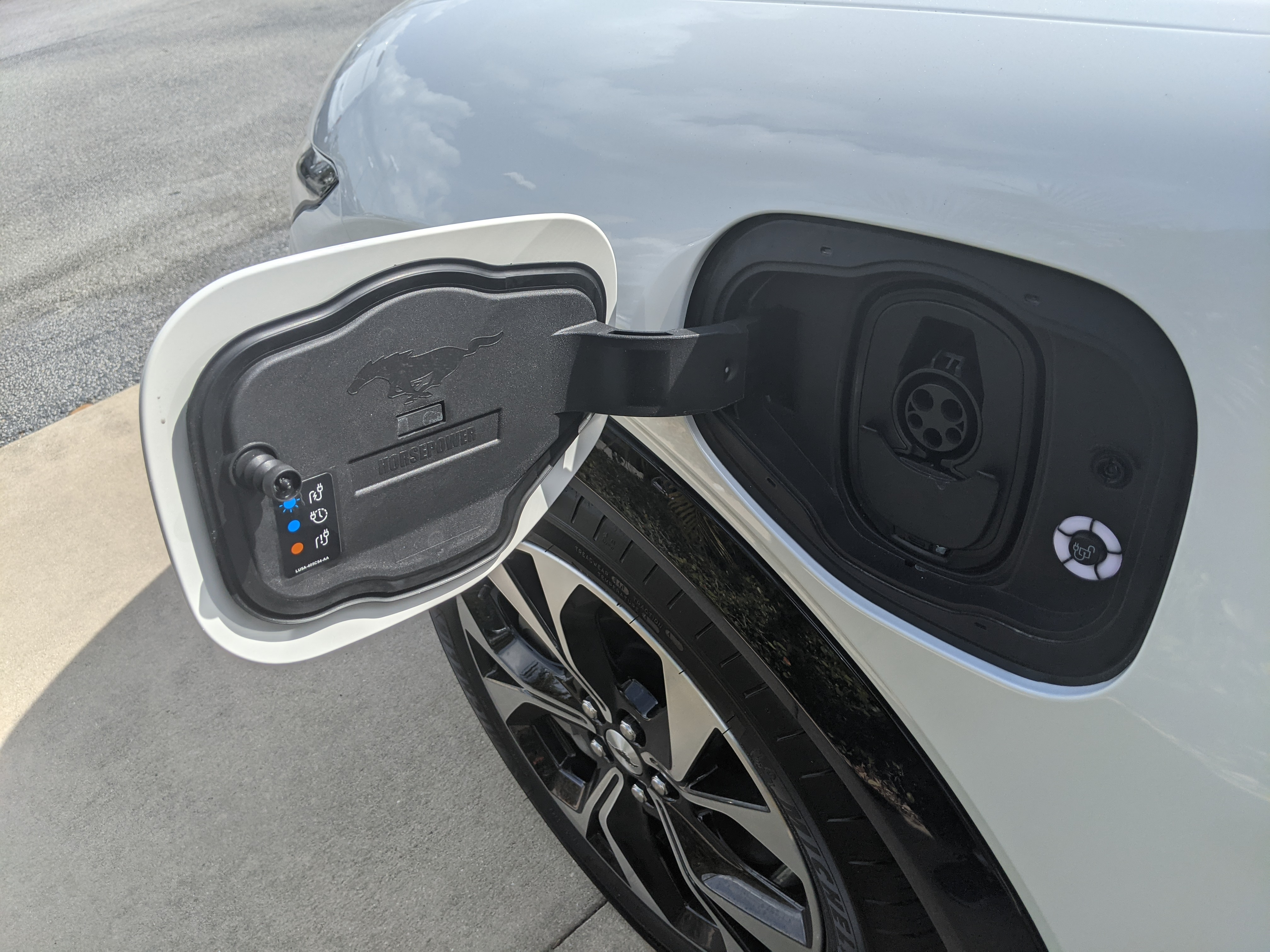
Puerto de carga para el Mach-E.

De serie incluye el cargador Ford Mobile Charger que conectado a un enchufe de 120 V recupera 5 km/h (3,1 mph); y enchufado a 240 V recupera 35 km/h (22 mph).
Opcionalmente se puede instalar el cargador de pared Ford Connected Charge Station que, conectado a 240 V y 48 A, puede recuperar 51 km/h (32 mph).
Dispone de un cargador a bordo de corriente alterna monofásica de 10,5 kW (14,3 CV).
Tiene capacidad de efectuar cargas rápidas combinado de hasta 150 kW (204 CV; 201 HP).
La carga media en corriente continua de la versión Extended Range con tracción trasera es de 76 kW (103 CV) en 10 minutos.